# Peter Galton
 (mai 2016).
Si vous disposez d'ouvrages ou d'articles de référence ou si vous connaissez des sites web de qualité traitant du thème abordé ici, merci de compléter l'article en donnant les références utiles à sa vérifiabilité et en les liant à la section « Notes et références ».
Pour les articles homonymes, voir Galton.
Peter Malcolm Galton (né le 14 mars 1942) est un paléontologue britannique établi en Amérique. Il est l'auteur ou coauteur d'une centaine d'articles et autres ouvrages scientifiques, surtout centrés sur les dinosaures ornithischiens et prosauropodes.
En 1974, il a copublié avec Robert Bakker un article dans Nature affirmant que les dinosaures constitueraient un groupe monophylétique, ce qui va à l'encontre de l'idée dominante de l'époque que ces derniers sont polyphylétiques. Cela a changé l'étude de ces derniers, amenant un regain de popularité de l'étude des dinosaures en paléontologie.

## Publications
- (en) Peter M. Galton, « The posture of hadrosaurian dinosaurs », Journal of Paleontology, vol. 44, no 3,‎ 1970, p. 464–473
- (en) Peter M. Galton, « The cheeks of ornithischian dinosaurs », Lethaia, vol. 6, no 1,‎ 1973, p. 67–89 (DOI 10.1111/j.1502-3931.1973.tb00873.x)
- (en) P. M. Galton, « The ornithischian dinosaur Hypsilophodon from the Wealden of the Isle of Wight" », British Museum (Natural History), Bulletin, Geology, London, vol. 25,‎ 1974, p. 1‑152c.
- (en) R. T. Bakker et P. M. Galton, « Dinosaur monophyly and a new class of vertebrates », Nature, vol. 248,‎ 1974, p. 168-172
- (en) P. M. Galton, « The postcranial anatomy of stegosaurian dinosaur Kentrosaurus from the Upper Jurassic of Tanzania, East Africa », Geologica et Palaeontologica, vol. 15,‎ 1982, p. 139-165
- (en) P. M. Galton, « Cranial anatomy of the prosauropod dinosaur Plateosaurus from the Knollenmergel (Middle Keuper, Upper Triassic) of Germany. I. Two complete skulls from Trossingen/Württ. With comments on the diet », Geologica et Palaeontologica, vol. 18, nos 139-171,‎ 1984
- (en) P. M. Galton, « Cranial anatomy of the prosauropod dinosaur Plateosaurus from the Knollenmergel (Middle Keuper, Upper Triassic) of Germany. II. All the cranial material and details of soft-part anatomy », Geologica et Palaeontologica, vol. 19,‎ 1985, p. 119-159
- (en) P. M. Galton, « Prosauropod dinosaur Plateosaurus (=Gresslyosaurus) (Saurischia: Sauropodomorpha) from the Upper Triassic of Switzerland », Geologica et Paleontologica, vol. 20,‎ 1986, p. 167-183
- (en) P. M. Galton, « Skull bones and endocranial casts of stegosaurian dinosaur Kentrosaurus HENNIG, 1915 from Upper Jurassic of Tanzania, East Africa », Geologica et Palaeontologica, vol. 22,‎ 1988, p. 123-143
- (en) D. B. Weishampel, P. Dodson, H. Osmólska et P.M. Galton (auteur du chapitre), The Dinosauria, Berkeley, University of California Press, 1990, « Basal Sauropodomorpha-Prosauropoda », p. 320–344
- (en) P. M. Galton, « The prosauropod dinosaur Plateosaurus Meyer, 1837 (Saurischia, Sauropodomorpha). I: The syntypes of P. engelhardti Meyer, 1837 (Upper Triassic, Germany), with notes on other European prosauropods with "distally straight" femora », Neues Jahrbuch für Geologie und Paläontologie, Abhandlungen, vol. 216, no 2,‎ 2000, p. 233-275
- (en) P. M. Galton, « The prosauropod dinosaur Plateosaurus Meyer, 1837 (Saurischia: Sauropodomorpha; Upper Triassic). II. Notes on the referred species », Revue Paléobiologie, Genève, vol. 20, no 2,‎ 2001, p. 435-502
- (en) D. B. Weishampel, P. Dodson, H. Osmólska, P.M. Galton (co-auteur du chapitre) et P Upchurch (co-auteur du chapitre), The Dinosauria, Berkeley, University of California Press, 2004, 2e éd., « Prosauropoda », p. 232–258